# 我說了什麼
我說了什麼（英語：What'd I Say (album)）是一首於1959年發行的美國節奏藍調歌曲，由雷·查爾斯創作。這首單曲分爲兩段，是靈魂樂歌曲的濫觴之一。在1958年某一晚，當查爾斯與他的樂團、和聲已經表演完所有節目表上的歌曲，結果還有剩餘的時間，然後他們即興表演了這首歌。由於現場觀衆的熱烈反應，查爾斯告知製作人他要錄製這首歌。
在幾首節奏藍調的熱銷歌曲之後，我說了什麼將查爾斯於1954年發行的單曲我有個女人之後所創造的各種元素融合在一起，終於讓他成功進入流行音樂圈子中，進而讓節奏藍調衍生了靈魂樂這個分支。在這首歌中，福音音樂加倫巴的感染力，加上性暗示的歌詞，使得它不論在白人或黑人的聽衆中都廣受歡迎，但也備受爭議。我說了什麼讓查爾斯贏得第一張金唱片，也成爲節奏藍調及搖滾樂史上最有影響力的歌曲。自此之後，查爾斯每次演唱會都以這首歌做結束。本歌曲在2002年被列入美國國會國家錄音典藏之中，並於滾石雜誌史上最偉大的500首歌曲中排第10名。
我說了什麼曾被許多歌手以不同的形式翻唱，包括艾維斯·普里斯萊（貓王）、克里夫·李察、艾瑞克·克萊普頓與約翰梅爾及藍調突破者樂團、艾迪·科克蘭、南茜·辛納特拉、羅伊·奧比森、波·迪德利、強尼·凱許與瓊·卡特、羅尼特組合等等。

## 外部連結
- 此網頁第5軌 （页面存档备份，存于）爲雷·查爾敘述此歌曲創作起源的錄音。